# Membrana buccofaringea
La membrana buccofaringea è un'area circolare presente nel mesoderma, caratterizzata dallo stretto contatto tra ectoderma ed endoderma. Rappresenta l'inizio del tubo intestinale primitivo, che termina a livello della membrana cloacale. In particolare la membrana buccofaringea delimita  inizialmente l'intestino anteriore, separando lo stomodeo (la primitiva cavità orale di origine ectodermica) dalla faringe. Questa membrana alla quarta settimana si perfora.